# Deinotherium
Deinotherium (il cui nome significa "bestia terribile") è un genere estinto di grandi mammiferi proboscidati simili agli elefanti, comparsi nel Miocene medio (circa 15 milioni di anni fa) e sopravvissuti fino al Pleistocene inferiore, circa 1 milione di anni fa. Sebbene somigliassero superficialmente agli elefanti odierni, con cui erano imparentati, avevano colli notevolmente più flessibili, arti adattati a uno stile di vita più cursorio e zanne rivolte verso il basso. Inoltre, le loro zanne non emergevano dalla mascella, come negli elefanti odierni, ma dalla mandibola.
Deinotherium aveva un areale molto vasto, con diverse specie rinvenute dall'Africa orientale all'Europa meridionale, fino al subcontinente indiano. Era un erbivoro brucatore, con una dieta composta principalmente da foglie. Questi animali, molto probabilmente, si estinsero quando le aree boschive furono gradualmente sostituite da praterie aperte durante la seconda metà del Neogene.

## Storia e denominazione
Il genere Deinotherium ha una lunga storia, forse risalente al XVII secolo, quando un chirurgo francese di nome Matsorier trovò le ossa di un grande animale in un'area conosciuta come il "campo dei giganti" vicino a Lione. Si racconta che Matsorier espose queste ossa in Francia e in Germania come presunte ossa di un monarca francese, finché esse non furono consegnate al Museo nazionale di storia naturale di Francia. Nel 1775, i ricercatori riconobbero le ossa come appartenenti a un animale "simile a un mammut".
Durante la fine del XVIII e l'inizio del XIX secolo, Georges Cuvier ipotizzò che le ossa appartenessero in realtà a un grande tapiro con zanne ricurve verso l'alto, che chiamò Tapir gigantesque. Un'altra ipotesi iniziale suggeriva che Deinotherium fosse un sirenide, simile ai lamantini, che utilizzava le sue zanne per ancorarsi al fondale marino durante il sonno.
Il genere Deinotherium fu coniato nel 1829 da Johann Jakob Kaup per descrivere un cranio e una mandibola fossili scoperti in Germania. All'epoca si pensava che l'esemplare tipo, D. giganteum, fosse un collegamento evolutivo tra bradipi e mastodonti. Ulteriori resti furono successivamente scoperti e classificati, compresi molti che in seguito sarebbero stati attribuiti al genere Prodeinotherium. Questi reperti aggiuntivi contribuirono anche a consolidare la posizione di Deinotherium all'interno dei Proboscidea, mentre i fossili scoperti in India, descritti come D. indicum, estesero l'areale del genere al di fuori dell'Europa.
Fossili di un esemplare eccezionalmente grande trovato a Manzati, in Romania, tra la fine del XIX e l'inizio del XX secolo, furono descritti come una terza specie, D. gigantissimum. In Bulgaria, resti di Deinotherium furono scoperti dal 1897 in poi, con un esemplare quasi completo ritrovato nel 1965. Questi fossili furono ufficialmente descritti nel 2006 come D. thraceiensis, rendendola la specie più recentemente denominata.
Il nome Deinotherium deriva dal greco antico δεινός (deinos), che significa "terribile", e θηρίον (therion), che significa "bestia". Alcuni autori hanno occasionalmente fatto riferimento al genere come Dinotherium, a causa della latinizzazione del primo elemento del nome. Sebbene la pronuncia rimanga invariata, Deinotherium è l'ortografia valida, essendo stata coniata per prima.

## Descrizione

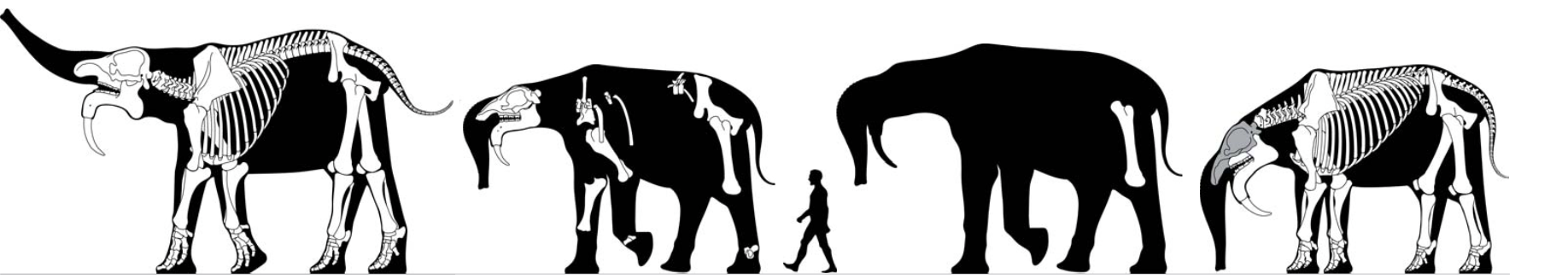
Illustrazioni scheletriche di D. "thraceiensis", due esemplari di D. giganteum, e D. proavum (da sinistra a destra)

Deinotherium era un proboscidato di grandi dimensioni che mostra una crescita continua tra le specie. Due maschi adulti di D. giganteum raggiungevano un'altezza al garrese di circa 3,63-4,0 metri, per un peso di 8,8-12 tonnellate. Queste dimensioni sono simili a quelle dei maschi adulti di D. proavum, uno dei quali pesava 10,3 tonnellate ed era alto 3,59 metri al garrese. Si stima che i maschi e le femmine di D. proavum avessero un'altezza media al garrese di 3,65 metri e un peso di 10,5 tonnellate. Tuttavia, entrambe queste specie erano più piccole rispetto a un maschio di 45 anni di D. "thraceiensis", con un'altezza al garrese di 4,01 metri e un peso di 13,2 tonnellate.
L'anatomia generale di Deinotherium era simile a quella degli elefanti moderni, con arti colonnari, sebbene proporzionalmente più lunghi e più snelli rispetto a quelli di altri proboscidati. Le ossa delle dita dei piedi erano più lunghe e meno robuste rispetto a quelle degli elefanti, mentre il collo differiva notevolmente, essendo relativamente più lungo e flessibile, pur rimanendo comunque piuttosto corto rispetto a brucatori moderni come le giraffe.
La specie D. giganteum presentava una sostituzione verticale dei denti posteriori. Erano presenti due serie di denti bilofodonti e trilofodonti. I molari e i premolari posteriori, denti da taglio verticali, suggeriscono che i deinoteri si siano evoluti presto come un ramo indipendente dei proboscidati, mentre gli altri premolari servivano per la frantumazione. Il cranio era corto, basso e appiattito nella parte superiore, in contrasto con i proboscidati più avanzati, che hanno una fronte più alta e a cupola. I condili occipitali erano molto grandi ed elevati, mentre i crani più grandi di Deinotherium raggiungevano una lunghezza di 120-130 centimetri. L'apertura nasale era retratta e larga, indicando la presenza di una grande proboscide. Il rostro era lungo e la fossa rostrale ampia. Le sinfisi mandibolari erano molto lunghe e ricurve verso il basso, una caratteristica distintiva del gruppo insieme alle zanne ricurve.

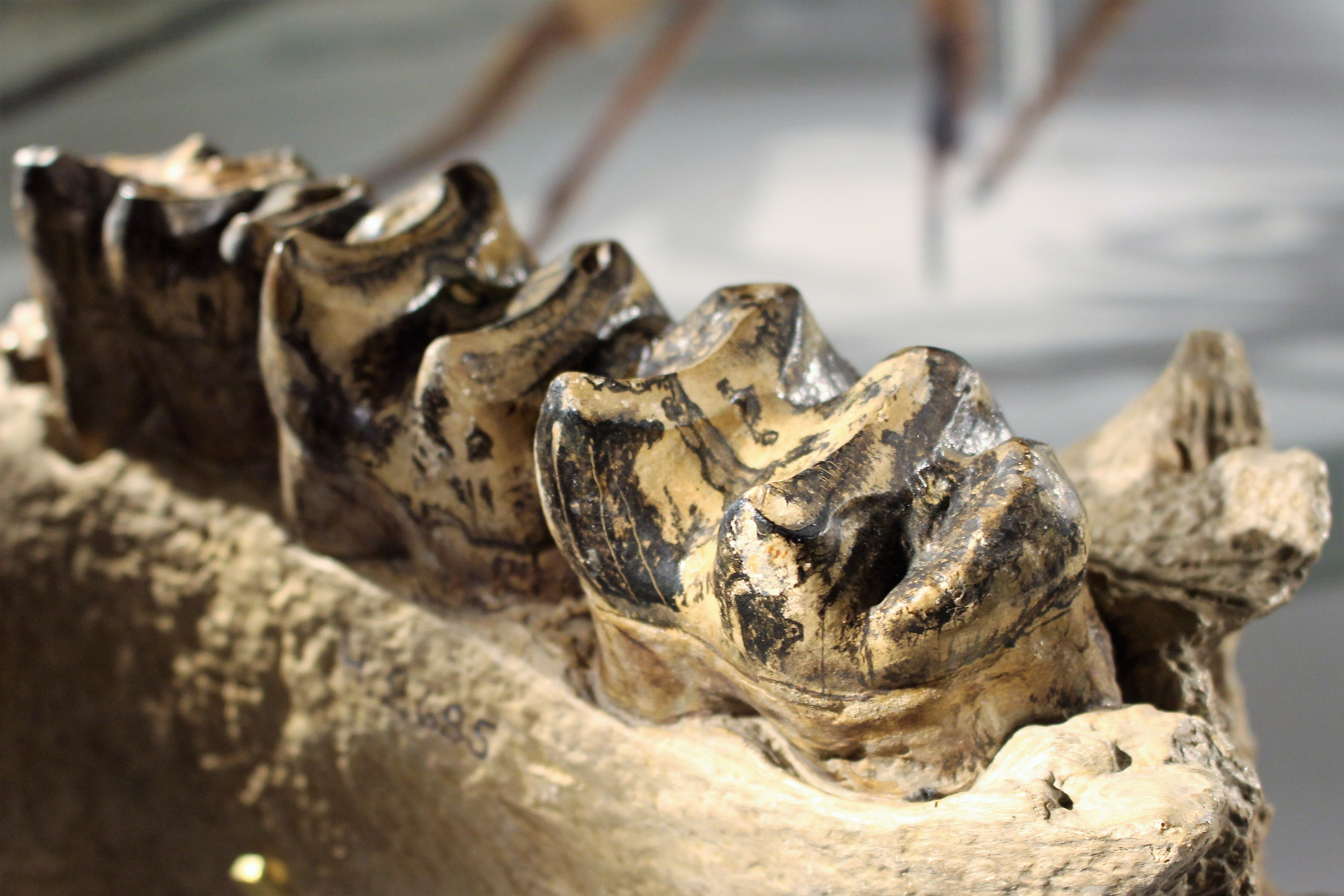
Denti di Deinotherium

Le zanne erano senza dubbio la caratteristica più importante di Deinotherium. A differenza dei moderni proboscidati, le cui zanne rappresentano incisivi superiori ipersviluppati, quelle di Deinotherium erano incisivi inferiori, mentre mancavano del tutto incisivi e canini superiori. La curvatura era determinata inizialmente dalla mandibola stessa, con le zanne che emergevano solo a metà della curva. Il grado di curvatura variava tra gli esemplari: alcune zanne formavano quasi una semicirconferenza, mentre altre erano più verticali. Le zanne avevano una sezione trasversale ovale e potevano raggiungere una lunghezza di 1,4 metri.
Sebbene la presenza di una proboscide simile a quella degli elefanti moderni in Deinotherium sia evidente dalle dimensioni e dalla forma delle narici esterne, la forma e le dimensioni precise della proboscide restano incerte. Le raffigurazioni storiche lo mostrano con un aspetto simile a quello degli elefanti moderni, con una lunga proboscide e zanne che emergono dal mento. Tuttavia, agli inizi degli anni 2000, Markov e colleghi pubblicarono articoli sui tessuti molli facciali di Deinotherium, contestando questa ricostruzione e proponendo un'alternativa. Suggerirono che il labbro inferiore si trovasse al di sotto delle zanne, e che la proboscide, sebbene presente, fosse più corta ma robusta e muscolosa. Questa ipotesi si basava sulla mancanza di superfici di inserimento adeguate per una proboscide lunga.
Nonostante ciò, ricerche successive hanno messo in discussione l'idea di una proboscide corta simile a quella di un tapiro. La statura elevata e il collo relativamente corto di Deinotherium avrebbero reso difficile bere senza assumere posture complesse. Pertanto, si ipotizza che la proboscide fosse almeno abbastanza lunga da permettere all'animale di bere agevolmente.

## Specie

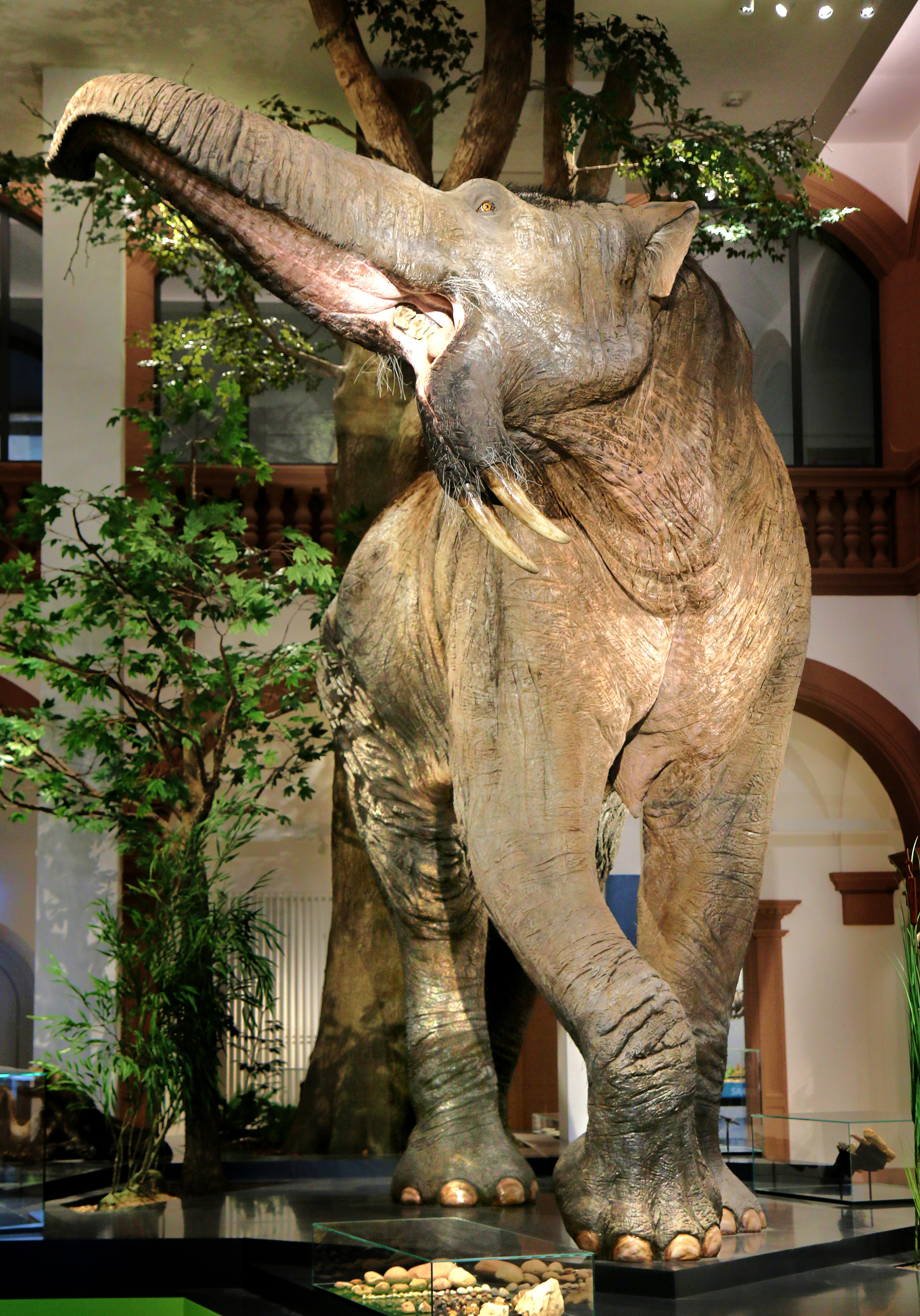
Modello museale di Deinotherium giganteum al Museo di storia naturale di Magonza

Nel corso della lunga storia della ricerca sui deinotheriidi, sono state descritte e assegnate alla famiglia 31 specie, molte basate su materiale scarsamente campionato, in particolare denti di varie dimensioni. Il numero di specie riconosciute varia a seconda degli autori, ma le tre specie più comunemente considerate valide sono descritte di seguito.
D. bozasi
Conosciuto dall'Africa orientale, Deinotherium bozasi è la specie più recente del genere, sopravvissuta nella Formazione Kanjera, in Kenya, fino al Pleistocene inferiore, circa 1 milione di anni fa. È caratterizzato da una depressione rostrale più stretta, un'apertura nasale più piccola ma più alta, un cranio più alto e stretto, e una sinfisi mandibolare più corta rispetto alle altre specie. In una pubblicazione del 2013, Martin Pickford osservò che la mandibola di D. bozasi è anatomicamente simile a quella di D. proavum; tuttavia, la maggior parte degli esemplari di D. bozasi sono più piccoli delle specie europee. Per spiegare questa differenza sono state proposte due ipotesi: la prima suggeriva che D. bozasi condivida un antenato comune con D. proavum; la seconda attribuisce le sue dimensioni alla regola di Allen, secondo cui gli animali a latitudini più basse tendono a essere più piccoli dei loro parenti a latitudini più elevate. Tuttavia, Markov e colleghi ipotizzano che la somiglianza mandibolare possa essere un caso di evoluzione parallela, sviluppatasi come adattamento all'aridificazione dell'ambiente e a una maggiore necessità di una masticazione efficace.
D. giganteum
La specie tipo, D. giganteum, visse dal Miocene medio al Pliocene inferiore in Europa. Tuttavia, l'esatta data di estinzione di D. giganteum in Europa è incerta. Le ultime occorrenze conosciute nell'Europa centrale e occidentale risalgono al MN13 (Messiniano-Zancleano), mentre reperti dalla Russia sembrerebbero estendere la presenza della specie al MN15 (Rusciniano). Fossili di D. giganteum sono stati rinvenuti anche sull'isola di Creta, nella Formazione Faneroméni del Miocene superiore, in un periodo in cui l'isola era ancora collegata alla terraferma.
D. indicum
D. indicum, la specie asiatica, si distingue per una dentatura più robusta e tubercoli intravalli nei premolari e molari posteriori (p4-m3). È stato rinvenuto in tutto il subcontinente indiano (India e Pakistan) durante il Miocene medio e superiore, scomparendo dalla documentazione fossile circa 7 milioni di anni fa (Miocene superiore). Sebbene generalmente considerata valida, alcuni ricercatori ritengono che D. indicum sia sinonimo di D. proavum, con quest'ultimo nome che avrebbe la precedenza. Pickford, ad esempio, suggerisce che fossili provenienti dall’Iran possano rappresentare un collegamento tra le popolazioni europee e quelle indiane, concludendo che si tratti forse di un'unica specie con un ampio areale geografico.
Un'ipotesi alternativa suggerisce che D. giganteum non fosse una singola specie coerente durante tutto il Miocene, ma piuttosto un insieme di cronospecie, con la specie tipo applicabile solo alla forma intermedia.
Altre specie che sono state descritte sono:
D. levius (Jourdan, 1861)
D. levius è una specie europea di Deinotherium recuperata da sedimenti risalenti al tardo Astaraciano fino all'Aragoniano. Sebbene alcuni ricercatori lo considerino un sinonimo di D. giganteum, altri sostengono che si tratti di una cronospecie stratigraficamente distinta e la più antica specie europea di Deinotherium. Secondo questa ipotesi, D. levius avrebbe dato origine a D. giganteum durante il Vallesiano del Miocene, con le due specie che avrebbero continuato a coesistere fino all'estinzione di D. levius.
D. proavum (Eichwald, 1831)
D. proavum è una specie di grandi dimensioni che potrebbe rappresentare un sinonimo junior di Deinotherium giganteum. Tuttavia, alcune ricerche suggeriscono che, insieme a D. giganteum e D. levius, faccia parte di un unico lignaggio anagenetico delle specie di Deinotherium. Secondo questa ipotesi, D. proavum si sarebbe evoluto da D. giganteum durante il tardo Vallesiano fino al Turoliano. I primi membri di D. proavum avrebbero mantenuto dimensioni simili al loro antenato, per poi crescere in dimensioni successivamente. Tuttavia, l'assegnazione degli esemplari a D. proavum si basa principalmente sulla stratigrafia e sulle dimensioni, rendendo difficile distinguere chiaramente questa specie dalle altre. Inoltre, alcune ricerche ipotizzano che D. proavum e D. giganteum abbiano continuarono a coesistere per un certo periodo, complicando ulteriormente la classificazione.

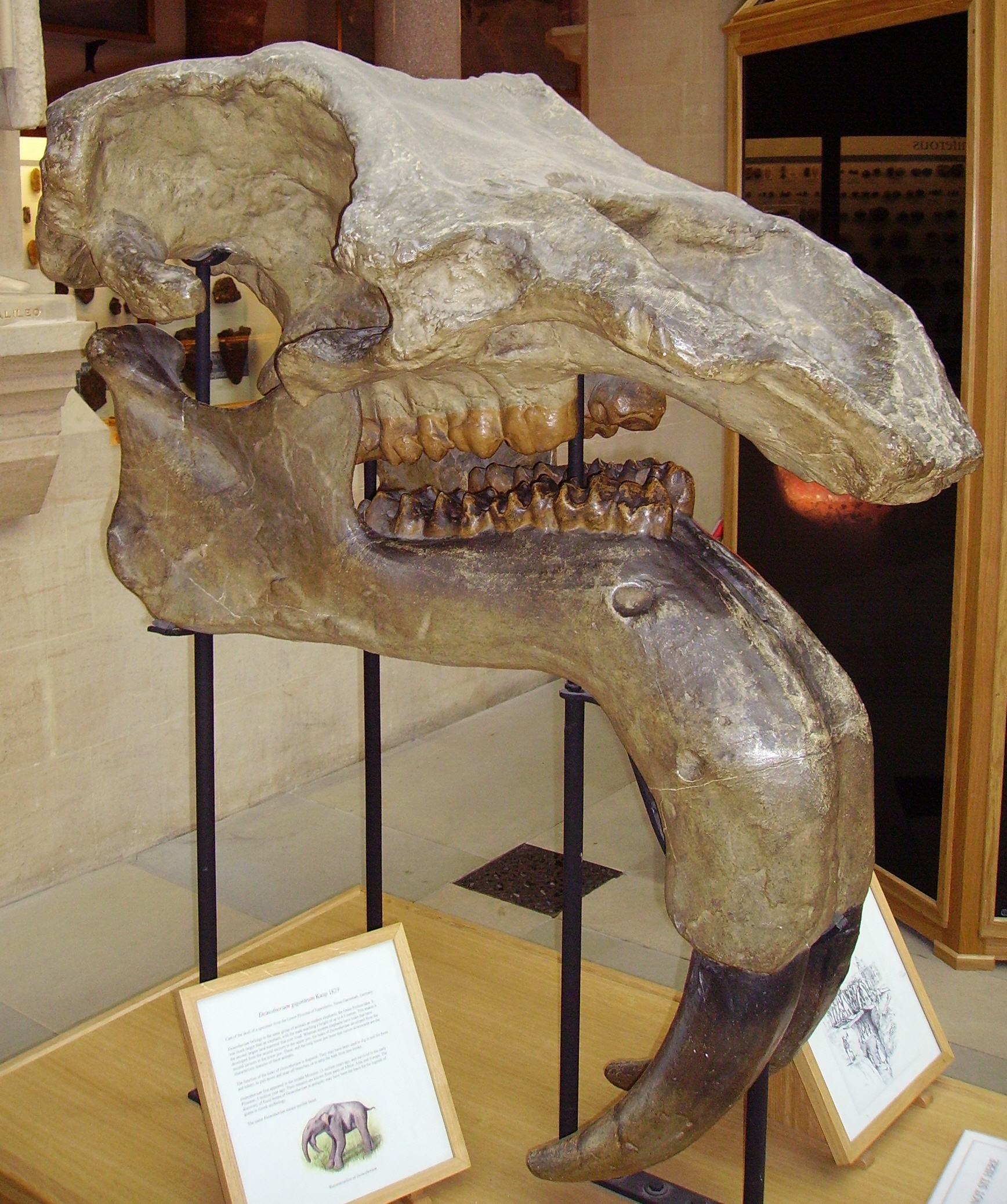
Cranio di D. giganteum

D. gigantissimus
D. gigantissimus, proveniente dalla Romania, è generalmente considerato un esemplare di grandi dimensioni appartenente a D. giganteum o a D. proavum, a seconda delle specie riconosciute dal rispettivo autore. Una situazione analoga riguarda D. thraceiensis, proveniente dalla Bulgaria. Questo deinotheriide di notevoli dimensioni, descritto nel 2006, è stato spesso assegnato ad altre specie europee in pubblicazioni successive.
Lo stato delle specie asiatiche è particolarmente complesso, con molte di esse descritte a partire da resti frammentari o insufficienti. Tra queste figurano D. sindiense (Lydekker, 1880), D. orlovii (Sahni e Tripathi, 1957), D. naricum (Pilgrim, 1908) e D. anguistidens (Koch 1845), tutte considerate generalmente dubbie nelle pubblicazioni del XXI secolo.
Un'altra specie africana descritta è D. hopwoodi (Osborn, 1936), basata su denti rinvenuti nel bacino dell'Omo, in Etiopia. Tuttavia, la sua descrizione fu pubblicata postuma ed era già stata preceduta dalla descrizione di D. bozasi, avvenuta due anni prima.
Un'altra questione che complica il numero di specie di Deinotherium riconosciute dalla scienza è lo stato del genere Prodeinotherium. Una teoria prevalente sostiene che Prodeinotherium sia un genere distinto, considerato ancestrale a Deinotherium. Tuttavia, altri ricercatori ritengono che le differenze anatomiche tra i due, in particolare quelle relative alle dimensioni, non siano sufficienti per distinguere correttamente i generi.
Secondo questa ipotesi, le specie di Prodeinotherium verrebbero riclassificate all'interno del genere Deinotherium, creando combinazioni come D. bavaricum e D. cuvieri (entrambi europei), D. hobleyi (africano), P. pentapotamiae e forse D. sinense (asiatici).
Deinotherium era un genere estremamente diffuso, presente in vaste aree dell'Africa orientale, dell'Europa, della penisola arabica e dell'Asia meridionale ed orientale. In Europa, i fossili sono particolarmente comuni nel sud-est, con circa la metà degli esemplari conosciuti provenienti dalla Bulgaria. Tra i reperti più significativi ci sono quelli trovati a Ezerovo, nella provincia di Plovdiv (esemplare tipo di D. thraceiensis), e nei pressi di Varna. Anche in Romania sono stati rinvenuti resti importanti, tra cui un esemplare di grandi dimensioni scoperto da Grigoriu Ștefănescu vicino a Mânzați (esemplare tipo di D. gigantissimum). I fossili di queste due specie, ormai considerate non valide, sono esposti rispettivamente al Museo Nazionale di Storia Naturale della Bulgaria e al Museo nazionale di storia naturale "Grigore Antipa" in Romania. Numerosi reperti sono stati trovati anche in Grecia e persino sull'isola di Creta, suggerendo che l'animale abbia attraversato ponti di terra o sia arrivato sulle isole a nuoto. Adrienne Mayor, nel libro The First Fossil Hunters: Paleontology in Greek and Roman Times, ha ipotizzato che i ritrovamenti di crani di deinoteri in Grecia abbiano ispirato il mito dei giganti. A est, Deinotherium è noto grazie a ritrovamenti in Russia (Rostov sul Don), Georgia e Turchia. L'areale si estende anche al Medio Oriente, con l'olotipo di D. indicum rinvenuto sull'isola di Perim (Yemen), nel Mar Rosso. Sono conosciuti fossili anche dall'Iran e da numerose località del subcontinente indiano, come le colline di Siwalik. La presenza più orientale del genere è stata documentata nella provincia di Gansu, nella Cina nordoccidentale. L'areale occidentale di Deinotherium copriva gran parte dell'Europa centrale e occidentale, incluse l'Ungheria, la Repubblica Ceca (Františkovy Lázně), l'Austria (località Gratkorn), la Svizzera (Monti del Giura), la Francia (il "Campo dei Giganti"), il Portogallo, la Spagna e la Germania. Tra i ritrovamenti più antichi e significativi in Germania figurano quelli della Dinotheriensande (Formazione Eppelsheim) nel bacino di Magonza, un'area rinomata per l'abbondanza di resti di deinoteri. L'esemplare olotipo di Deinotherium, descritto da Kaup all'inizio del 1800, proviene da questa regione. Al di fuori dell'Eurasia, la specie Deinotherium bozasi è stata identificata in Africa orientale. I suoi esemplari sono stati trovati nella gola di Olduvai in Tanzania, nel bacino dell'Omo e nel Medio Awash in Etiopia, e in numerose località del Kenya. Resti di D. bozasi sono stati rinvenuti anche nei letti Chemoigut keniani intorno al lago Baringo, nonché nelle formazioni Kubi Algi e Koobi Fora a East Rudolf. Un ulteriore dente è stato scoperto a Sahabi, in Libia. È possibile che Deinotherium e Prodeinotherium abbiano coesistito nella formazione Ngorora in Kenya.

## Evoluzione

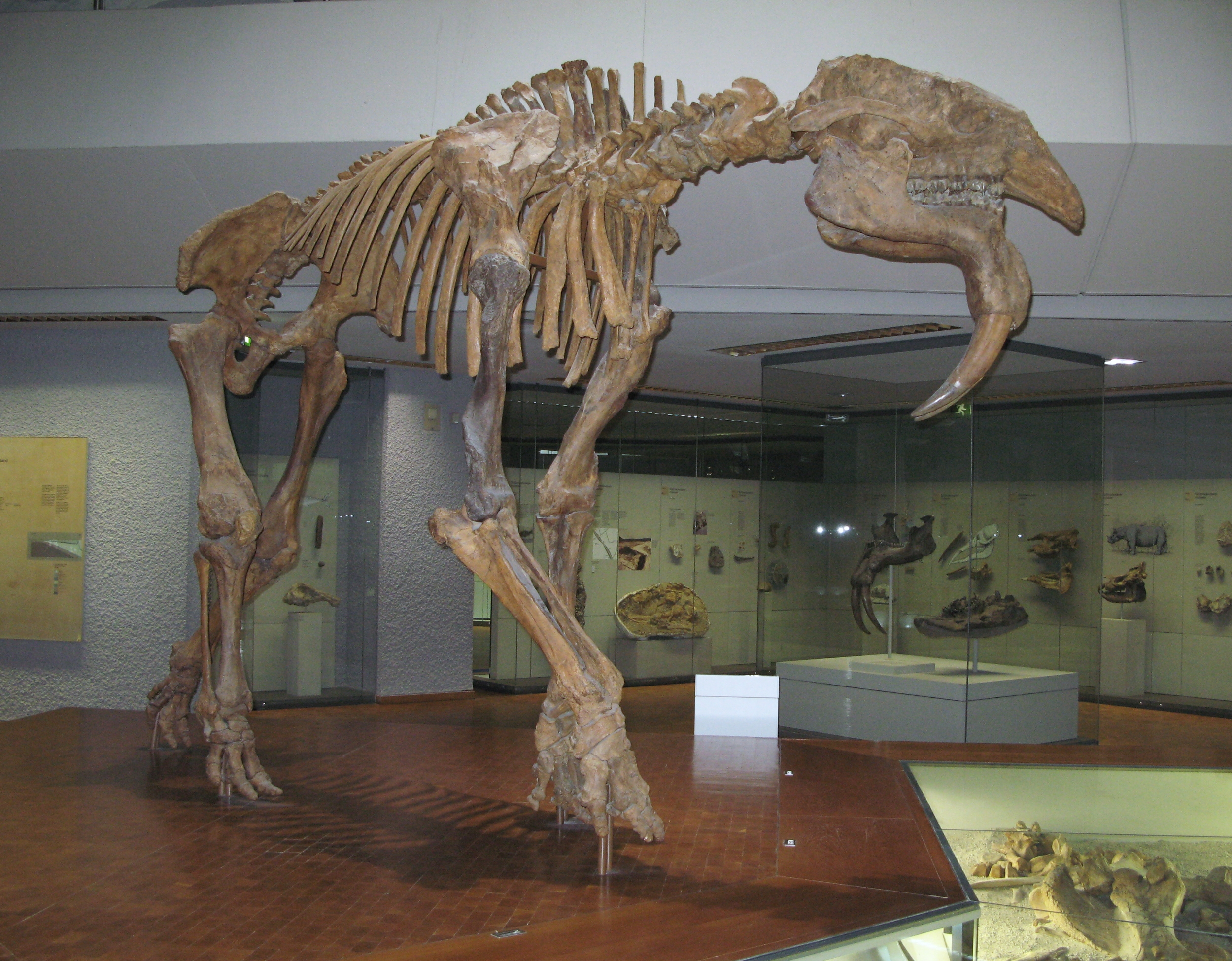
Calco dello scheletro dell'antenato di Deinotherium, Prodeinotherium

L'origine dei deinoteri può essere ricondotta all'Oligocene africano con il genere Chilgatherium, un animale di dimensioni modeste. Questi proboscidati rappresentano una linea evolutiva completamente distinta da quella degli altri elefanti, differenziandosi probabilmente nelle prime fasi della storia evolutiva dei proboscidati. Inizialmente limitati all'Africa, il movimento verso nord della placca africana portò, infine, al Proboscidean Datum Event, un evento in cui i proboscidati si diversificarono e si diffusero in Eurasia, includendo l'ancestrale Prodeinotherium, considerato il diretto antenato del ben più grande Deinotherium. In generale, Deinotherium mostra pochi cambiamenti morfologici durante la sua evoluzione, se non un costante aumento delle dimensioni corporee: da circa 2 metri di altezza al garrese in Prodeinotherium fino ai 4 metri raggiunti dalle specie successive di Deinotherium, con una massa che superava quella dei più grandi elefanti africani. Questo rapido aumento di dimensioni potrebbe essere attribuito a molteplici fattori. Da un lato, l'aumento delle dimensioni corporee rappresentava un efficace deterrente contro i predatori, specialmente durante il Miocene, quando i carnivori, come hyenodonti, anficionidi e grandi felini, erano molto diversificati. In secondo luogo, la progressiva aridificazione del clima durante il Miocene frammentò i boschi, costringendo grandi brucatori come Deinotherium a percorrere lunghe distanze attraverso paesaggi aperti per cercare fonti di cibo. Questo spiega anche gli adattamenti morfologici cursori osservati negli arti di Deinotherium, che erano più adatti a coprire lunghe distanze. Inoltre, la comparsa di Deinotherium coincise con un calo delle temperature durante il Miocene medio. Secondo la regola di Bergmann, condizioni più fredde favoriscono l'aumento della massa corporea, che consente un miglior mantenimento del calore. Nonostante questi adattamenti, la continua aridificazione che caratterizzò il Miocene causò la frammentazione e la riduzione delle aree boschive, riducendo la disponibilità di fonti di cibo adatte alla dieta dei deinoteri. Le popolazioni dell'Europa occidentale furono le prime a scomparire, seguite da quelle dell'Europa orientale. Mentre i lignaggi europei si estinsero con l'inizio del Pliocene, il genere sopravvisse più a lungo nel suo areale africano. I resti più recenti di Deinotherium, assegnati a D. bozasi, sono stati trovati in sedimenti risalenti al Pleistocene, circa 1 milione di anni fa.
|  | Mammut                                                         |
|  |                                                                |
|  | \| \| Gomphotherium \| \| \| \| \| \| Elephantidae \| \| \| \| |
|  |                                                                |
|  | Gomphotherium                                                  |
|  |                                                                |
|  | Elephantidae                                                   |
|  |                                                                |

|  | Gomphotherium |
|  |               |
|  | Elephantidae  |
|  |               |

|  | Mammut                                                         |
|  |                                                                |
|  | \| \| Gomphotherium \| \| \| \| \| \| Elephantidae \| \| \| \| |
|  |                                                                |
|  | Gomphotherium                                                  |
|  |                                                                |
|  | Elephantidae                                                   |
|  |                                                                |

|  | Gomphotherium |
|  |               |
|  | Elephantidae  |
|  |               |

|  | Mammut                                                         |
|  |                                                                |
|  | \| \| Gomphotherium \| \| \| \| \| \| Elephantidae \| \| \| \| |
|  |                                                                |
|  | Gomphotherium                                                  |
|  |                                                                |
|  | Elephantidae                                                   |
|  |                                                                |

|  | Gomphotherium |
|  |               |
|  | Elephantidae  |
|  |               |

|  | Mammut                                                         |
|  |                                                                |
|  | \| \| Gomphotherium \| \| \| \| \| \| Elephantidae \| \| \| \| |
|  |                                                                |
|  | Gomphotherium                                                  |
|  |                                                                |
|  | Elephantidae                                                   |
|  |                                                                |

|  | Gomphotherium |
|  |               |
|  | Elephantidae  |
|  |               |

|  | Mammut                                                         |
|  |                                                                |
|  | \| \| Gomphotherium \| \| \| \| \| \| Elephantidae \| \| \| \| |
|  |                                                                |
|  | Gomphotherium                                                  |
|  |                                                                |
|  | Elephantidae                                                   |
|  |                                                                |

|  | Gomphotherium |
|  |               |
|  | Elephantidae  |
|  |               |

|  | Mammut                                                         |
|  |                                                                |
|  | \| \| Gomphotherium \| \| \| \| \| \| Elephantidae \| \| \| \| |
|  |                                                                |
|  | Gomphotherium                                                  |
|  |                                                                |
|  | Elephantidae                                                   |
|  |                                                                |

|  | Gomphotherium |
|  |               |
|  | Elephantidae  |
|  |               |

|  | Mammut                                                         |
|  |                                                                |
|  | \| \| Gomphotherium \| \| \| \| \| \| Elephantidae \| \| \| \| |
|  |                                                                |
|  | Gomphotherium                                                  |
|  |                                                                |
|  | Elephantidae                                                   |
|  |                                                                |

|  | Gomphotherium |
|  |               |
|  | Elephantidae  |
|  |               |

|  | Mammut                                                         |
|  |                                                                |
|  | \| \| Gomphotherium \| \| \| \| \| \| Elephantidae \| \| \| \| |
|  |                                                                |
|  | Gomphotherium                                                  |
|  |                                                                |
|  | Elephantidae                                                   |
|  |                                                                |

|  | Gomphotherium |
|  |               |
|  | Elephantidae  |
|  |               |

|  | Mammut                                                         |
|  |                                                                |
|  | \| \| Gomphotherium \| \| \| \| \| \| Elephantidae \| \| \| \| |
|  |                                                                |
|  | Gomphotherium                                                  |
|  |                                                                |
|  | Elephantidae                                                   |
|  |                                                                |

|  | Gomphotherium |
|  |               |
|  | Elephantidae  |
|  |               |

|  | Mammut                                                         |
|  |                                                                |
|  | \| \| Gomphotherium \| \| \| \| \| \| Elephantidae \| \| \| \| |
|  |                                                                |
|  | Gomphotherium                                                  |
|  |                                                                |
|  | Elephantidae                                                   |
|  |                                                                |

|  | Gomphotherium |
|  |               |
|  | Elephantidae  |
|  |               |

|  | Mammut                                                         |
|  |                                                                |
|  | \| \| Gomphotherium \| \| \| \| \| \| Elephantidae \| \| \| \| |
|  |                                                                |
|  | Gomphotherium                                                  |
|  |                                                                |
|  | Elephantidae                                                   |
|  |                                                                |

|  | Gomphotherium |
|  |               |
|  | Elephantidae  |
|  |               |

|  | Mammut                                                         |
|  |                                                                |
|  | \| \| Gomphotherium \| \| \| \| \| \| Elephantidae \| \| \| \| |
|  |                                                                |
|  | Gomphotherium                                                  |
|  |                                                                |
|  | Elephantidae                                                   |
|  |                                                                |

|  | Gomphotherium |
|  |               |
|  | Elephantidae  |
|  |               |

|  | Mammut                                                         |
|  |                                                                |
|  | \| \| Gomphotherium \| \| \| \| \| \| Elephantidae \| \| \| \| |
|  |                                                                |
|  | Gomphotherium                                                  |
|  |                                                                |
|  | Elephantidae                                                   |
|  |                                                                |

|  | Gomphotherium |
|  |               |
|  | Elephantidae  |
|  |               |

|  | Mammut                                                         |
|  |                                                                |
|  | \| \| Gomphotherium \| \| \| \| \| \| Elephantidae \| \| \| \| |
|  |                                                                |
|  | Gomphotherium                                                  |
|  |                                                                |
|  | Elephantidae                                                   |
|  |                                                                |

|  | Gomphotherium |
|  |               |
|  | Elephantidae  |
|  |               |

|  | Mammut                                                         |
|  |                                                                |
|  | \| \| Gomphotherium \| \| \| \| \| \| Elephantidae \| \| \| \| |
|  |                                                                |
|  | Gomphotherium                                                  |
|  |                                                                |
|  | Elephantidae                                                   |
|  |                                                                |

|  | Gomphotherium |
|  |               |
|  | Elephantidae  |
|  |               |

|  | Mammut                                                         |
|  |                                                                |
|  | \| \| Gomphotherium \| \| \| \| \| \| Elephantidae \| \| \| \| |
|  |                                                                |
|  | Gomphotherium                                                  |
|  |                                                                |
|  | Elephantidae                                                   |
|  |                                                                |

|  | Gomphotherium |
|  |               |
|  | Elephantidae  |
|  |               |

|  | Mammut                                                         |
|  |                                                                |
|  | \| \| Gomphotherium \| \| \| \| \| \| Elephantidae \| \| \| \| |
|  |                                                                |
|  | Gomphotherium                                                  |
|  |                                                                |
|  | Elephantidae                                                   |
|  |                                                                |

|  | Gomphotherium |
|  |               |
|  | Elephantidae  |
|  |               |

|  | Mammut                                                         |
|  |                                                                |
|  | \| \| Gomphotherium \| \| \| \| \| \| Elephantidae \| \| \| \| |
|  |                                                                |
|  | Gomphotherium                                                  |
|  |                                                                |
|  | Elephantidae                                                   |
|  |                                                                |

|  | Gomphotherium |
|  |               |
|  | Elephantidae  |
|  |               |

|  | Mammut                                                         |
|  |                                                                |
|  | \| \| Gomphotherium \| \| \| \| \| \| Elephantidae \| \| \| \| |
|  |                                                                |
|  | Gomphotherium                                                  |
|  |                                                                |
|  | Elephantidae                                                   |
|  |                                                                |

|  | Gomphotherium |
|  |               |
|  | Elephantidae  |
|  |               |

|  | Mammut                                                         |
|  |                                                                |
|  | \| \| Gomphotherium \| \| \| \| \| \| Elephantidae \| \| \| \| |
|  |                                                                |
|  | Gomphotherium                                                  |
|  |                                                                |
|  | Elephantidae                                                   |
|  |                                                                |

|  | Gomphotherium |
|  |               |
|  | Elephantidae  |
|  |               |

|  | Mammut                                                         |
|  |                                                                |
|  | \| \| Gomphotherium \| \| \| \| \| \| Elephantidae \| \| \| \| |
|  |                                                                |
|  | Gomphotherium                                                  |
|  |                                                                |
|  | Elephantidae                                                   |
|  |                                                                |

|  | Gomphotherium |
|  |               |
|  | Elephantidae  |
|  |               |

|  | Mammut                                                         |
|  |                                                                |
|  | \| \| Gomphotherium \| \| \| \| \| \| Elephantidae \| \| \| \| |
|  |                                                                |
|  | Gomphotherium                                                  |
|  |                                                                |
|  | Elephantidae                                                   |
|  |                                                                |

|  | Gomphotherium |
|  |               |
|  | Elephantidae  |
|  |               |

|  | Mammut                                                         |
|  |                                                                |
|  | \| \| Gomphotherium \| \| \| \| \| \| Elephantidae \| \| \| \| |
|  |                                                                |
|  | Gomphotherium                                                  |
|  |                                                                |
|  | Elephantidae                                                   |
|  |                                                                |

|  | Gomphotherium |
|  |               |
|  | Elephantidae  |
|  |               |

|  | Mammut                                                         |
|  |                                                                |
|  | \| \| Gomphotherium \| \| \| \| \| \| Elephantidae \| \| \| \| |
|  |                                                                |
|  | Gomphotherium                                                  |
|  |                                                                |
|  | Elephantidae                                                   |
|  |                                                                |

|  | Gomphotherium |
|  |               |
|  | Elephantidae  |
|  |               |

|  | Mammut                                                         |
|  |                                                                |
|  | \| \| Gomphotherium \| \| \| \| \| \| Elephantidae \| \| \| \| |
|  |                                                                |
|  | Gomphotherium                                                  |
|  |                                                                |
|  | Elephantidae                                                   |
|  |                                                                |

|  | Gomphotherium |
|  |               |
|  | Elephantidae  |
|  |               |

|  | Mammut                                                         |
|  |                                                                |
|  | \| \| Gomphotherium \| \| \| \| \| \| Elephantidae \| \| \| \| |
|  |                                                                |
|  | Gomphotherium                                                  |
|  |                                                                |
|  | Elephantidae                                                   |
|  |                                                                |

|  | Gomphotherium |
|  |               |
|  | Elephantidae  |
|  |               |

|  | Mammut                                                         |
|  |                                                                |
|  | \| \| Gomphotherium \| \| \| \| \| \| Elephantidae \| \| \| \| |
|  |                                                                |
|  | Gomphotherium                                                  |
|  |                                                                |
|  | Elephantidae                                                   |
|  |                                                                |

|  | Gomphotherium |
|  |               |
|  | Elephantidae  |
|  |               |

|  | Mammut                                                         |
|  |                                                                |
|  | \| \| Gomphotherium \| \| \| \| \| \| Elephantidae \| \| \| \| |
|  |                                                                |
|  | Gomphotherium                                                  |
|  |                                                                |
|  | Elephantidae                                                   |
|  |                                                                |

|  | Gomphotherium |
|  |               |
|  | Elephantidae  |
|  |               |

|  | Mammut                                                         |
|  |                                                                |
|  | \| \| Gomphotherium \| \| \| \| \| \| Elephantidae \| \| \| \| |
|  |                                                                |
|  | Gomphotherium                                                  |
|  |                                                                |
|  | Elephantidae                                                   |
|  |                                                                |

|  | Gomphotherium |
|  |               |
|  | Elephantidae  |
|  |               |

|  | Mammut                                                         |
|  |                                                                |
|  | \| \| Gomphotherium \| \| \| \| \| \| Elephantidae \| \| \| \| |
|  |                                                                |
|  | Gomphotherium                                                  |
|  |                                                                |
|  | Elephantidae                                                   |
|  |                                                                |

|  | Gomphotherium |
|  |               |
|  | Elephantidae  |
|  |               |

|  | Mammut                                                         |
|  |                                                                |
|  | \| \| Gomphotherium \| \| \| \| \| \| Elephantidae \| \| \| \| |
|  |                                                                |
|  | Gomphotherium                                                  |
|  |                                                                |
|  | Elephantidae                                                   |
|  |                                                                |

|  | Gomphotherium |
|  |               |
|  | Elephantidae  |
|  |               |

|  | Mammut                                                         |
|  |                                                                |
|  | \| \| Gomphotherium \| \| \| \| \| \| Elephantidae \| \| \| \| |
|  |                                                                |
|  | Gomphotherium                                                  |
|  |                                                                |
|  | Elephantidae                                                   |
|  |                                                                |

|  | Gomphotherium |
|  |               |
|  | Elephantidae  |
|  |               |

|  | Mammut                                                         |
|  |                                                                |
|  | \| \| Gomphotherium \| \| \| \| \| \| Elephantidae \| \| \| \| |
|  |                                                                |
|  | Gomphotherium                                                  |
|  |                                                                |
|  | Elephantidae                                                   |
|  |                                                                |

|  | Gomphotherium |
|  |               |
|  | Elephantidae  |
|  |               |

|  | Mammut                                                         |
|  |                                                                |
|  | \| \| Gomphotherium \| \| \| \| \| \| Elephantidae \| \| \| \| |
|  |                                                                |
|  | Gomphotherium                                                  |
|  |                                                                |
|  | Elephantidae                                                   |
|  |                                                                |

|  | Gomphotherium |
|  |               |
|  | Elephantidae  |
|  |               |

|  | Mammut                                                         |
|  |                                                                |
|  | \| \| Gomphotherium \| \| \| \| \| \| Elephantidae \| \| \| \| |
|  |                                                                |
|  | Gomphotherium                                                  |
|  |                                                                |
|  | Elephantidae                                                   |
|  |                                                                |

|  | Gomphotherium |
|  |               |
|  | Elephantidae  |
|  |               |

|  | Mammut                                                         |
|  |                                                                |
|  | \| \| Gomphotherium \| \| \| \| \| \| Elephantidae \| \| \| \| |
|  |                                                                |
|  | Gomphotherium                                                  |
|  |                                                                |
|  | Elephantidae                                                   |
|  |                                                                |

|  | Gomphotherium |
|  |               |
|  | Elephantidae  |
|  |               |

|  | Mammut                                                         |
|  |                                                                |
|  | \| \| Gomphotherium \| \| \| \| \| \| Elephantidae \| \| \| \| |
|  |                                                                |
|  | Gomphotherium                                                  |
|  |                                                                |
|  | Elephantidae                                                   |
|  |                                                                |

|  | Gomphotherium |
|  |               |
|  | Elephantidae  |
|  |               |

|  | Mammut                                                         |
|  |                                                                |
|  | \| \| Gomphotherium \| \| \| \| \| \| Elephantidae \| \| \| \| |
|  |                                                                |
|  | Gomphotherium                                                  |
|  |                                                                |
|  | Elephantidae                                                   |
|  |                                                                |

|  | Gomphotherium |
|  |               |
|  | Elephantidae  |
|  |               |

|  | Mammut                                                         |
|  |                                                                |
|  | \| \| Gomphotherium \| \| \| \| \| \| Elephantidae \| \| \| \| |
|  |                                                                |
|  | Gomphotherium                                                  |
|  |                                                                |
|  | Elephantidae                                                   |
|  |                                                                |

|  | Gomphotherium |
|  |               |
|  | Elephantidae  |
|  |               |

|  | Mammut                                                         |
|  |                                                                |
|  | \| \| Gomphotherium \| \| \| \| \| \| Elephantidae \| \| \| \| |
|  |                                                                |
|  | Gomphotherium                                                  |
|  |                                                                |
|  | Elephantidae                                                   |
|  |                                                                |

|  | Gomphotherium |
|  |               |
|  | Elephantidae  |
|  |               |

|  | Mammut                                                         |
|  |                                                                |
|  | \| \| Gomphotherium \| \| \| \| \| \| Elephantidae \| \| \| \| |
|  |                                                                |
|  | Gomphotherium                                                  |
|  |                                                                |
|  | Elephantidae                                                   |
|  |                                                                |

|  | Gomphotherium |
|  |               |
|  | Elephantidae  |
|  |               |

|  | Mammut                                                         |
|  |                                                                |
|  | \| \| Gomphotherium \| \| \| \| \| \| Elephantidae \| \| \| \| |
|  |                                                                |
|  | Gomphotherium                                                  |
|  |                                                                |
|  | Elephantidae                                                   |
|  |                                                                |

|  | Gomphotherium |
|  |               |
|  | Elephantidae  |
|  |               |

|  | Mammut                                                         |
|  |                                                                |
|  | \| \| Gomphotherium \| \| \| \| \| \| Elephantidae \| \| \| \| |
|  |                                                                |
|  | Gomphotherium                                                  |
|  |                                                                |
|  | Elephantidae                                                   |
|  |                                                                |

|  | Gomphotherium |
|  |               |
|  | Elephantidae  |
|  |               |

|  | Mammut                                                         |
|  |                                                                |
|  | \| \| Gomphotherium \| \| \| \| \| \| Elephantidae \| \| \| \| |
|  |                                                                |
|  | Gomphotherium                                                  |
|  |                                                                |
|  | Elephantidae                                                   |
|  |                                                                |

|  | Gomphotherium |
|  |               |
|  | Elephantidae  |
|  |               |

|  | Mammut                                                         |
|  |                                                                |
|  | \| \| Gomphotherium \| \| \| \| \| \| Elephantidae \| \| \| \| |
|  |                                                                |
|  | Gomphotherium                                                  |
|  |                                                                |
|  | Elephantidae                                                   |
|  |                                                                |

|  | Gomphotherium |
|  |               |
|  | Elephantidae  |
|  |               |

|  | Mammut                                                         |
|  |                                                                |
|  | \| \| Gomphotherium \| \| \| \| \| \| Elephantidae \| \| \| \| |
|  |                                                                |
|  | Gomphotherium                                                  |
|  |                                                                |
|  | Elephantidae                                                   |
|  |                                                                |

|  | Gomphotherium |
|  |               |
|  | Elephantidae  |
|  |               |

|  | Mammut                                                         |
|  |                                                                |
|  | \| \| Gomphotherium \| \| \| \| \| \| Elephantidae \| \| \| \| |
|  |                                                                |
|  | Gomphotherium                                                  |
|  |                                                                |
|  | Elephantidae                                                   |
|  |                                                                |

|  | Gomphotherium |
|  |               |
|  | Elephantidae  |
|  |               |

|  | Mammut                                                         |
|  |                                                                |
|  | \| \| Gomphotherium \| \| \| \| \| \| Elephantidae \| \| \| \| |
|  |                                                                |
|  | Gomphotherium                                                  |
|  |                                                                |
|  | Elephantidae                                                   |
|  |                                                                |

|  | Gomphotherium |
|  |               |
|  | Elephantidae  |
|  |               |

|  | Mammut                                                         |
|  |                                                                |
|  | \| \| Gomphotherium \| \| \| \| \| \| Elephantidae \| \| \| \| |
|  |                                                                |
|  | Gomphotherium                                                  |
|  |                                                                |
|  | Elephantidae                                                   |
|  |                                                                |

|  | Gomphotherium |
|  |               |
|  | Elephantidae  |
|  |               |

|  | Mammut                                                         |
|  |                                                                |
|  | \| \| Gomphotherium \| \| \| \| \| \| Elephantidae \| \| \| \| |
|  |                                                                |
|  | Gomphotherium                                                  |
|  |                                                                |
|  | Elephantidae                                                   |
|  |                                                                |

|  | Gomphotherium |
|  |               |
|  | Elephantidae  |
|  |               |

|  | Mammut                                                         |
|  |                                                                |
|  | \| \| Gomphotherium \| \| \| \| \| \| Elephantidae \| \| \| \| |
|  |                                                                |
|  | Gomphotherium                                                  |
|  |                                                                |
|  | Elephantidae                                                   |
|  |                                                                |

|  | Gomphotherium |
|  |               |
|  | Elephantidae  |
|  |               |

|  | Mammut                                                         |
|  |                                                                |
|  | \| \| Gomphotherium \| \| \| \| \| \| Elephantidae \| \| \| \| |
|  |                                                                |
|  | Gomphotherium                                                  |
|  |                                                                |
|  | Elephantidae                                                   |
|  |                                                                |

|  | Gomphotherium |
|  |               |
|  | Elephantidae  |
|  |               |

|  | Mammut                                                         |
|  |                                                                |
|  | \| \| Gomphotherium \| \| \| \| \| \| Elephantidae \| \| \| \| |
|  |                                                                |
|  | Gomphotherium                                                  |
|  |                                                                |
|  | Elephantidae                                                   |
|  |                                                                |

|  | Gomphotherium |
|  |               |
|  | Elephantidae  |
|  |               |

|  | Mammut                                                         |
|  |                                                                |
|  | \| \| Gomphotherium \| \| \| \| \| \| Elephantidae \| \| \| \| |
|  |                                                                |
|  | Gomphotherium                                                  |
|  |                                                                |
|  | Elephantidae                                                   |
|  |                                                                |

|  | Gomphotherium |
|  |               |
|  | Elephantidae  |
|  |               |

|  | Mammut                                                         |
|  |                                                                |
|  | \| \| Gomphotherium \| \| \| \| \| \| Elephantidae \| \| \| \| |
|  |                                                                |
|  | Gomphotherium                                                  |
|  |                                                                |
|  | Elephantidae                                                   |
|  |                                                                |

|  | Gomphotherium |
|  |               |
|  | Elephantidae  |
|  |               |

|  | Mammut                                                         |
|  |                                                                |
|  | \| \| Gomphotherium \| \| \| \| \| \| Elephantidae \| \| \| \| |
|  |                                                                |
|  | Gomphotherium                                                  |
|  |                                                                |
|  | Elephantidae                                                   |
|  |                                                                |

|  | Gomphotherium |
|  |               |
|  | Elephantidae  |
|  |               |

|  | Mammut                                                         |
|  |                                                                |
|  | \| \| Gomphotherium \| \| \| \| \| \| Elephantidae \| \| \| \| |
|  |                                                                |
|  | Gomphotherium                                                  |
|  |                                                                |
|  | Elephantidae                                                   |
|  |                                                                |

|  | Gomphotherium |
|  |               |
|  | Elephantidae  |
|  |               |

|  | Mammut                                                         |
|  |                                                                |
|  | \| \| Gomphotherium \| \| \| \| \| \| Elephantidae \| \| \| \| |
|  |                                                                |
|  | Gomphotherium                                                  |
|  |                                                                |
|  | Elephantidae                                                   |
|  |                                                                |

|  | Gomphotherium |
|  |               |
|  | Elephantidae  |
|  |               |

|  | Mammut                                                         |
|  |                                                                |
|  | \| \| Gomphotherium \| \| \| \| \| \| Elephantidae \| \| \| \| |
|  |                                                                |
|  | Gomphotherium                                                  |
|  |                                                                |
|  | Elephantidae                                                   |
|  |                                                                |

|  | Gomphotherium |
|  |               |
|  | Elephantidae  |
|  |               |

|  | Mammut                                                         |
|  |                                                                |
|  | \| \| Gomphotherium \| \| \| \| \| \| Elephantidae \| \| \| \| |
|  |                                                                |
|  | Gomphotherium                                                  |
|  |                                                                |
|  | Elephantidae                                                   |
|  |                                                                |

|  | Gomphotherium |
|  |               |
|  | Elephantidae  |
|  |               |

|  | Mammut                                                         |
|  |                                                                |
|  | \| \| Gomphotherium \| \| \| \| \| \| Elephantidae \| \| \| \| |
|  |                                                                |
|  | Gomphotherium                                                  |
|  |                                                                |
|  | Elephantidae                                                   |
|  |                                                                |

|  | Gomphotherium |
|  |               |
|  | Elephantidae  |
|  |               |

|  | Mammut                                                         |
|  |                                                                |
|  | \| \| Gomphotherium \| \| \| \| \| \| Elephantidae \| \| \| \| |
|  |                                                                |
|  | Gomphotherium                                                  |
|  |                                                                |
|  | Elephantidae                                                   |
|  |                                                                |

|  | Gomphotherium |
|  |               |
|  | Elephantidae  |
|  |               |

|  | Mammut                                                         |
|  |                                                                |
|  | \| \| Gomphotherium \| \| \| \| \| \| Elephantidae \| \| \| \| |
|  |                                                                |
|  | Gomphotherium                                                  |
|  |                                                                |
|  | Elephantidae                                                   |
|  |                                                                |

|  | Gomphotherium |
|  |               |
|  | Elephantidae  |
|  |               |

|  | Mammut                                                         |
|  |                                                                |
|  | \| \| Gomphotherium \| \| \| \| \| \| Elephantidae \| \| \| \| |
|  |                                                                |
|  | Gomphotherium                                                  |
|  |                                                                |
|  | Elephantidae                                                   |
|  |                                                                |

|  | Gomphotherium |
|  |               |
|  | Elephantidae  |
|  |               |

## Paleoecologia

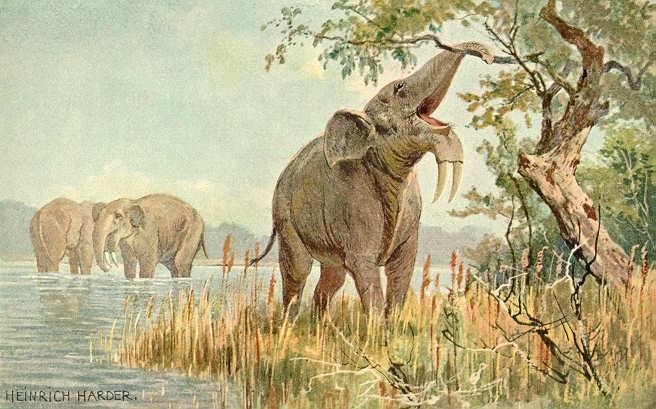
Illustrazione storica di Deinotherium, di Heinrich Harder

Diversi adattamenti chiave suggeriscono che Deinotherium fosse un proboscidato folivoro che preferiva habitat boschivi aperti, nutrendosi principalmente delle foglie delle chiome degli alberi. In Asia, D. indicum è stato associato a boschi umidi e caldi, caratterizzati da un basso consumo energetico, mentre in Portogallo resti di deinoteriidi sono stati ritrovati in regioni corrispondenti a condizioni boschive umide, con climi da tropicali a subtropicali, simili a quelli del moderno Senegal. Lo stile di vita da brucatore di alta vegetazione è supportato da alcune caratteristiche anatomiche di Deinotherium, come l'inclinazione dell'occipite, che conferisce alla testa una postura leggermente sollevata, e dai denti, che ricordano fortemente quelli dei moderni tapiri, animali che si nutrono di frutti, fiori, corteccia e foglie. Inoltre, gli arti di Deinotherium presentano notevoli differenze rispetto a quelli di Prodeinotherium, adattandosi a una locomozione più agile e facilitando il movimento su lunghe distanze in aree aperte alla ricerca di cibo. Questi adattamenti coincidono con la diffusa disgregazione delle foreste e l'espansione delle praterie durante il periodo in cui Deinotherium visse in Europa. Reperti fossili provenienti dalla località austriaca di Gratkorn e dal bacino di Magonza, in Germania, indicano che Deinotherium non fosse un residente permanente in queste aree. In Austria, si ritiene che questi animali attraversassero la regione regolarmente, mentre in Germania ci sono prove che il loro areale migrasse in base alle variazioni climatiche. Deinotherium era presente in condizioni climatiche subtropicali ma assente in quelle sub-boreali, suggerendo uno stile di vita migratorio stagionale.
Una delle caratteristiche più enigmatiche di Deinotherium sono le sue zanne rivolte verso il basso e la loro funzione. Le ricerche indicano che queste zanne probabilmente non erano utilizzate per scavare e non mostravano dimorfismo sessuale, lasciando come ipotesi più probabile il loro uso per l'alimentazione. Segni di usura, in particolare sui lati mediale e caudale delle zanne, supportano questa ipotesi. In un articolo del 2001, Markov e colleghi suggerirono che Deinotherium usasse le sue zanne per rimuovere rami che ostacolavano l'accesso al fogliame, mentre la proboscide trasportava le foglie alla bocca. Una volta raccolto il cibo, l'animale avrebbe utilizzato una lingua potente (dedotta dalla presenza di un solco marcato nella parte anteriore della sinfisi mandibolare) per manipolare ulteriormente il cibo. La diversa anatomia delle zanne negli individui giovani suggerisce che i giovani Deinotherium adottassero strategie di alimentazione differenti rispetto agli adulti.

## Nella cultura di massa
Questo animale compare nel film cecoslovacco Viaggio nella preistoria (1955), dove viene ricreato in stop-motion utilizzando una combinazione di immagini 2D e modelli 3D. Deinotherium appare anche nel documentario della BBC I predatori della preistoria, nell'episodio intitolato La preda, in piedi, si ribella. In questo contesto, viene rappresentata la specie D. bozasi, descritta come un animale molto aggressivo che condivideva il suo areale con Australopithecus.

## Galleria d'immagini

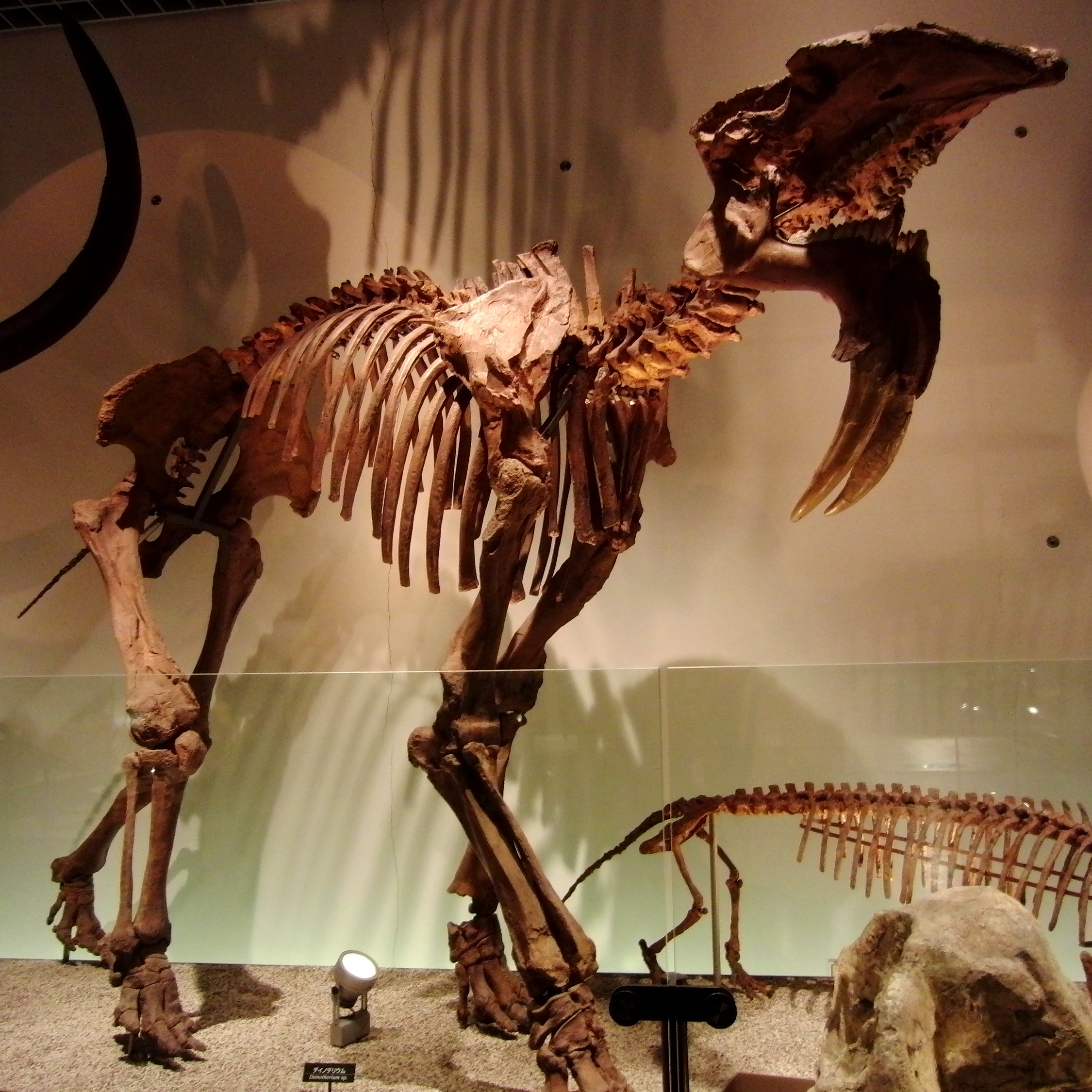
Scheletro di Deinotherium
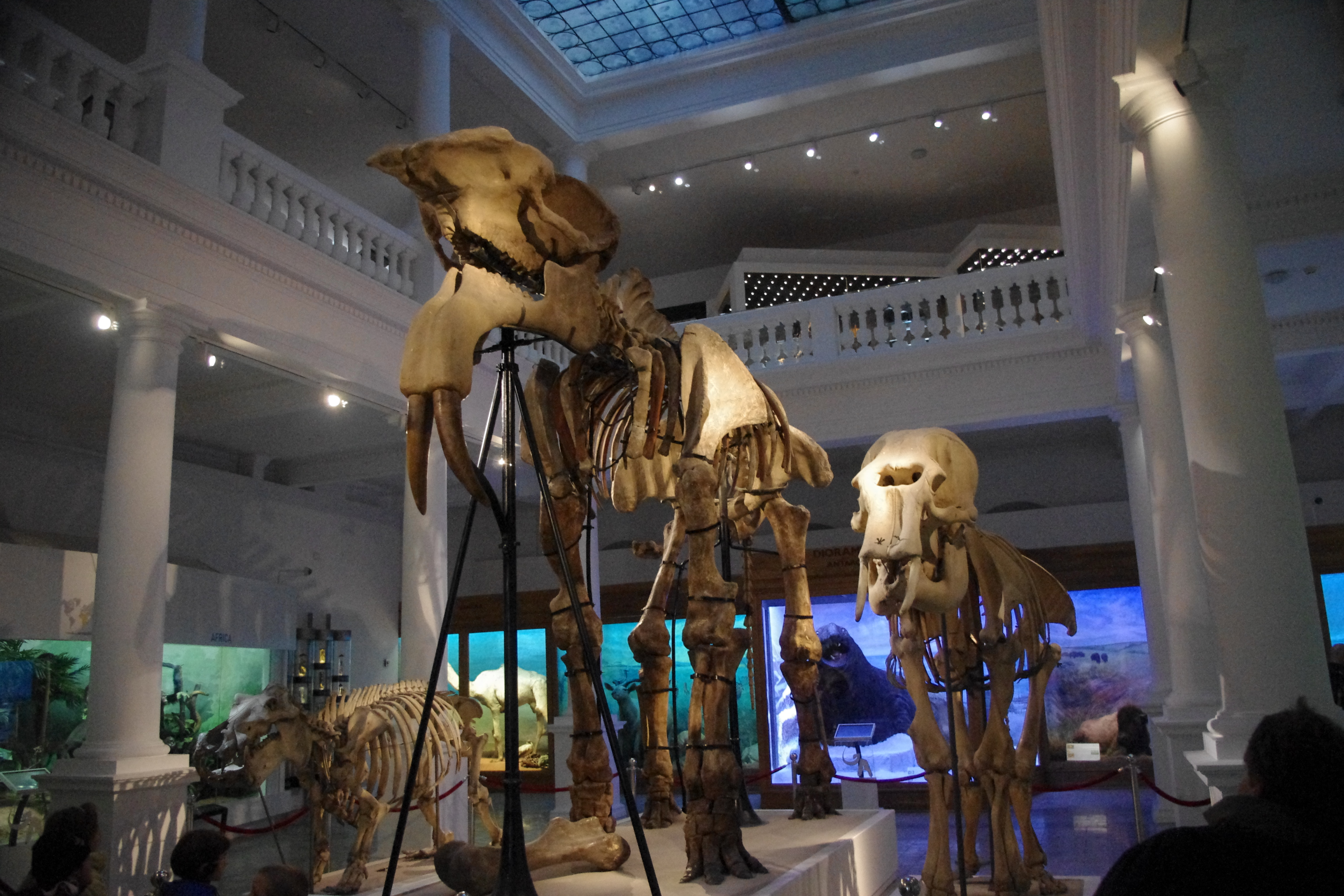
Uno scheletro di Deinotherium giganteum al museo di Scienze Naturali Grigore Antipa, Bucarest, Romania
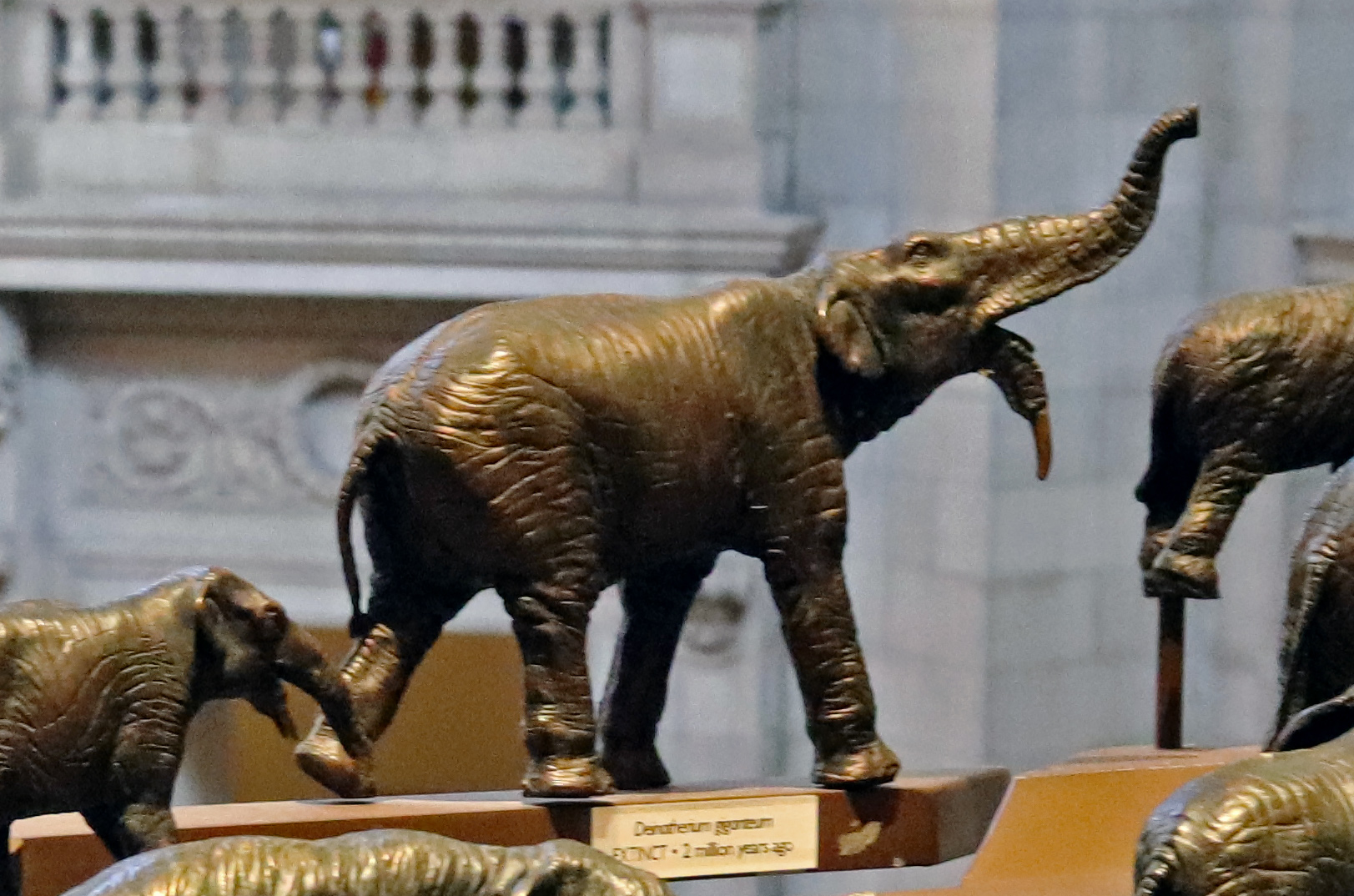
Deinotherium giganteum ricostruzione al Smithsonian National Museum of Natural History